# NGC 1032
NGC 1032 је лентикуларна галаксија у сазвежђу Кит која се налази на NGC листи објеката дубоког неба.
Деклинација објекта је + 1° 5' 38" а ректасцензија 2h 39m 23,6s. Привидна величина (магнитуда) објекта NGC 1032 износи 11,8 а фотографска магнитуда 12,7. NGC 1032 је још познат и под ознакама UGC 2147, MCG 0-7-73, CGCG 388-86, PGC 10060.